# Binding Rechts

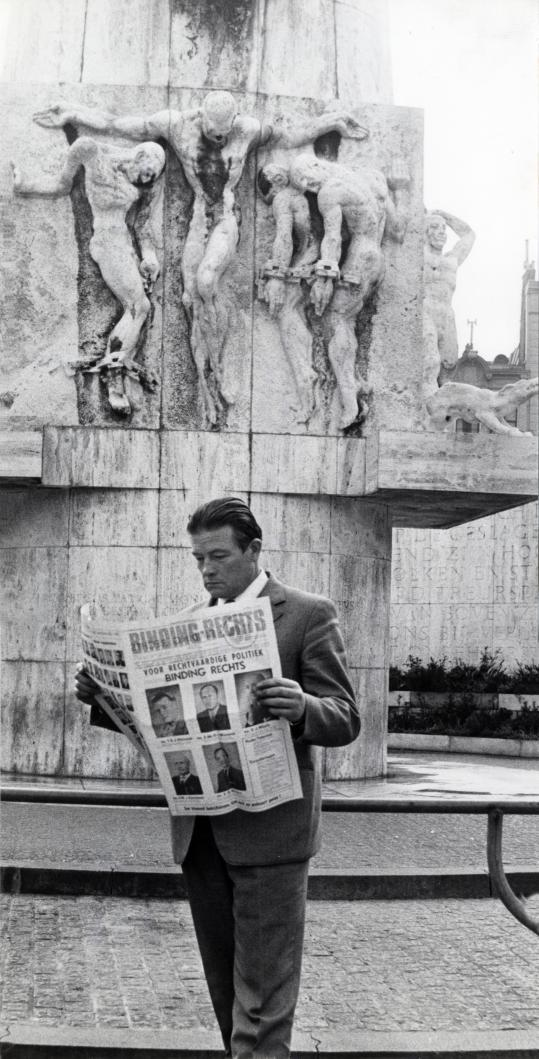
Lijsttrekker Harmsen bij de start van de verkiezingstournee met een verkiezingskrant van de partij Binding Rechts bij het Nationaal Monument op de Dam (19 april 1971)

Binding Rechts was de naam van een Nederlandse politieke partij die in 1971 meedeed aan de Tweede Kamerverkiezingen.

## Geschiedenis
In 1968 vond een scheuring plaats in de Boerenpartij, waarbij vier fractieleden onder leiding van Evert Jan Harmsen de partij verlieten en verdergingen als Groep Harmsen.
In 1971 nam deze groepering onder de naam Binding Rechts deel aan de Tweede Kamerverkiezingen (lijst 10) maar behaalde geen zetels. In 1973 keerde een deel van het kader van Binding Rechts weer terug in de Boerenpartij, die zich echter ook reeds in een neergaande lijn bevond. De rol van Binding Rechts in de landelijke politiek was daarmee uitgespeeld.
Binding Rechts had een uitgesproken rechtse signatuur. Zo was Harmsen een pleitbezorger van het apartheidsregime in Zuid-Afrika. Sommige sympathisanten van Binding Rechts waren betrokken bij andere (extreem-)rechtse groeperingen als de Centrumpartij.

## Gemeenten
Op gemeentelijk niveau had Binding Rechts een aantal raadszetels, onder meer in Apeldoorn. Daar had de partij van 1970 tot 1994 enkele zetels in de gemeenteraad; bij de verkiezingen van 1970 werd ze met zes zetels een van de grootste drie partijen, daarna nam het zetelaantal af. In Putten had Binding Rechts twee zetels en werd in 1986 ontbonden, waarop men onder de naam Gemeentebelangen Putten mee ging doen aan de gemeenteraadsverkiezingen van dat jaar. Deze lijst behaalde drie zetels. In Urk was de partij in 1970 met twee zetels in de gemeenteraad gekomen, waarmee het voor het eerst was dat een landelijke, niet-christelijke partij in de Urker gemeenteraad zitting nam. Na de daaropvolgende gemeenteraadsverkiezingen, van 1974, verdween Binding Rechts weer uit de raad. Pas in 2018 zou in Urk weer een landelijke niet-christelijke partij in de raad komen, de PVV.